# Dave Bennett (fodboldspiller)
David Anthony Bennett (født 11. juli 1959) er en engelsk tidligere professionel fodboldspiller. Han deltog også i 200 kampe i English Football League i løbet af sin karriere, inklusive to finaler i FA Cup; i 1981 for Manchester City, hvor han var på det tabende hold og i 1987, hvor han var scorede et af de mål, som sikrede at Coventry City slog Tottenham Hotspur 3–2.

## Karriere

### Manchester City
Bennett blev født i Manchester og begyndte sin karriere med at spiller i Manchester City, hvor han blev medlem af deres ungdomsklub sammen med sin bror  Gary. Han havde sin første kamp som seniorspiller i sæsonen 1978-79 i en 0-0 kamp mod Everton den 14. april 1979 som substitut for Tommy Booth, og han blev fast del af holdet i den efterfølgende sæson. I det følgende år blev han hovedsageligt brugt som backup, mens hans bidrag til holdet i semifinalerne af  Football League Cup scorede han fem gange i løbet af fire kampe, og han blev derfor udvalgt til at spille med i FA Cup Finalen 1981 mod Tottenham Hotspur.
Bennett indrømmede selv, at hans attitude holdt ham tilbage og han udtalte "Jeg har virkelig kæmpet hårdt i de seneste måneder fordi der tidligere har været perioder, hvor min attitude ikke har været god nok." Han assisterede Tommy Hutchison i klubbens mål i den første kamp, som endte 1-1. Han fik også et straffespark i opfølgningskampen efter en tackling fra Tottenham forsvarsspilleren Paul Miller, men holdet måtte alligevel se sig slået i kampen som endte 3-2. I finalekampen blev Benneett den første sorte spiller, der repræsenterede Manchester City i en FA Cup finale.

### Cardiff City
I september 1981 blev han solgt til tredjedivisionsholdet Cardiff City efter at have skrevet kontrakt med Martin O'Neill. Hans bror, Gary, kom også over i den walisiske klub, og brødrene hjalp Bluebirds med at komme op i andendivision i sæsonen 1982-1983. På to sæsoner i Ninian Park spillede han 77 ligakampe og scorede 18 mål.

### Coventry City
I juli 1983 vendte han tilbage til førstedivisionen, da han skiftede til Coventry City. Det blev fulgt at fem stærke sæsoner, hvor klubben vandt pokalfinalen i 1987. Bennet scorede Coventrys første mål og lagde op til Keith Houchen mål senere i kampen, som sluttede med den noget overraskende sejr på 3-2 over Tottenham Hotspur på Wembley. Coventry had gone into the match as underdogs but Bennett later stated: "The critics say we were the underdogs because Tottenham had all these international players [...] but we weren't afraid of them.
Han mistede dog sin plads på førsteholdet i sæsonen 1988-89, hvor han kun spillede syv gange inden han blev købt af førstedivisionsrivalerne Sheffield Wednesday i marts 1989. Han spillede sammenlagt 172 kampe for Sky Blues, og han scorede 25 mål. Han tilbragte 18 måneder hos Sheffield Wednesday, hvor han var med da de rykkede ned til andendivision i 1989-90.
Som en af 30 tidligere spillere for Coventry City blev Bennett inkluderet i klubbens Hall of Fame på Ricoh Arena, hvor de flyttede til fra Highfield Road i 2005.

### Swindon Town
Bennett kom over til Swindon Town i september 1990 for £60.000. Han blev bragt til County Ground af manageren Ossie Ardiles, der havde været hans nemesis i Tottenham i FA Cup finalen blot 3 år tidligere. Han havde sin debut i en kamp der endte 4-2 over Oxford United. I sin anden kamp for holdet brækkede han benet efter en tackling fra Gary Gill, i en Football League Trophy-kamp mod Darlington. Efter at have brugt et år på at komme sig blev Bennett udlånt til Shrewsbury Town så han kunne blive ordentligt genoptrænet. Han brækkede dog det samme ben igen i sin anden kamp for klubben, hvilket i praksis afsluttede hans professionelle karriere. Han spillede senere for Nuneaton Borough, der ikke spillede i ligaen.
Dave Bennett arbejdede en overgang som kommentator på Free Radio 80s Coventry and Warwickshire, hvor han dækkede Sky Blues' kampe. Han havde ofte en lignende rolle på BBC Coventry & Warwickshire.